# لارش نورن
لارش نورن (Lars Norén) متولد ۹ می ۱۹۴۴ در استکهلم؛ نویسنده و شاعر و نمایشنامه‌نویس سوئدی است. ظهور اجتماعی او به سال ۱۹۶۳ و انتشار مجموعه شعر یاس و برف بازمی‌گردد که نقل بحث و نقد محافل ادبی شد. پس از انتشار نخستین مجموعه شعر، نورن بر تئاتر و ادبیات دراماتیک متمرکز شد.
نورن در شعر از سبک سورئال پیروی می‌کرد اما در نمایشنامه به سمت کارهای رئال (واقع‌گرایانه) می‌رود، اما رگه‌هایی از ابزورد در آثارش دیده می‌شود. نمایشنامه‌های او در مورد بحران هویت انسان‌هاست و کاراکترهایش مدام در حال مبارزه برای پیدا کردن هویت گم شده‌شان هستند. او بر فضای جامعه معاصر و بحران روابط میان انسان‌ها تأکید دارد، این بحران می‌تواند جمع کوچک خانواده یا در اعماق اجتماع باشد. نمایشنامه‌های او اغلب در مورد روابط خانوادگی و شخصی، یا در میان کسانی که فقیر و ریشه در پایین جامعه دارند یا کسانی که در آسایش مادی اما با احساس ناامیدی زندگی می‌کنند، می‌باشد.
وی در عالم تئاتر در کنار بزرگانی چون آگوست استریندبرگ، هنریک ایبسن و یون فوسه مطرح است.

## آثار ترجمه شده
آثار لارش نورن که به فارسی ترجمه شده‌اند:
- آهنگ بی صدا و سه نمایشنامه‌دیگر ترجمه محمد حامد نشر روزنه
  - قطعه‌های زمستانی و چهار نمایشنامه دیگر ترجمه محمد حامد نشر روزنه
  - همه آنچه که بود و سه نمایشنامه دیگر ترجمه محمد حامد نشر روزنه
  - اینجا و سه نمایشنامه دیگر ترجمه محمد حامد نشر روزنه
  - مجموعه «ترمینال؛ ترمینال سه، جنگ، خون و بازی» ترجمه عاطفه پاکبازنیا نشر میلکان[۷]